# Xã Corwin, Quận Stutsman, Bắc Dakota
Xã Corwin (tiếng Anh: Corwin Township) là một xã thuộc quận Stutsman, tiểu bang Bắc Dakota, Hoa Kỳ. Năm 2010, dân số của xã này là 100 người.